# Zoë Porphyrogenita
Zoë Porphyrogenita (græsk: Ζωή "liv" 978 – juni 1050) regerede som byzantinsk kejserinde sammen med sin søster Theodora fra 10. april 1042 til juni 1050. Hun var ægtefælle til en række medkejsere mellem 1028 og 1042.
Zoë var datter af en ubetydelig medkejser, Konstantin 8., men levede et liv i relativ ubemærkethed indtil en alder af 47. Hendes onkel, Basil II, døde og efterlod den byzantinske trone helt til Zoës far. Da Konstantin ingen sønner havde, håbede han på at fortsætte familiedynastiet ved at bortgifte en af hans døtre.
Zoë blev, i en alder af 50, gift med Romanos III Argyros, der blev kejser tre dage efter Konstantins død. Ægteskabet var uropræget, og efter fem års ægteskab blev Romanos fundet død i sit badekar. Hans død er blevet tilskrevet Zoë eller hendes unge elsker. Zoë blev gift på samme dag som mordet på Romanos 3. Agyros, og elskeren blev kronet til kejser som Michael IV den følgende dag.
Syv år senere blev Zoë overtalt til at adoptere sin døende mands nevø, også ved navn Michael. Så snart Michael V blev kejser, satte han straks Zoë i eksil. Dette udløste en folkelig opstand, som detroniserede ham og installerede Zoë og hendes søster Theodora som fælles, herskende kejserinder. Efter to-måneders fælles styre, giftede Zoë sig med en tidligere kæreste, der blev installeret som Konstantin 9. Monomachos, og overførte derved magt til ham. Otte år senere døde Zoë, 72 år gammel.